# Uziemienie pośrednie
Uziemienie pośrednie – połączenie z uziemieniem za pośrednictwem  impedancji lub rezystancji. Uziemienie pośrednie stosowane jest w układach sieciowych IT, i może być wykonane w punkcie neutralnym układu zasilania lub w sztucznym punkcie gwiazdowym.